# Josh Kinney
Joshua Thomas Kinney, mais conhecido como Josh Kinney (Coudersport, 31 de março de 1979), é um jogador profissional de beisebol estadunidense.

## Carreira
Josh Kinney foi campeão da World Series 2006 jogando pelo St. Louis Cardinals. Na série de partidas decisiva, sua equipe venceu o Detroit Tigers por 4 jogos a 1.